# Крістоффер Нордфельдт
Крістоффер Нордфельдт (швед. Kristoffer Nordfeldt, нар. 23 червня 1989, Стокгольм) — шведський футболіст, воротар клубу АІК.
Виступав, зокрема, за клуби «Броммапойкарна», «Геренвен» та «Суонсі Сіті», а також національну збірну Швеції.

## Клубна кар'єра
У дорослому футболі дебютував 2006 року виступами за команду клубу «Броммапойкарна», в якій провів п'ять сезонів, взявши участь у 103 матчах чемпіонату. Більшість часу, проведеного у складі «Броммапойкарни», був основним голкіпером команди.
Своєю грою за цю команду привернув увагу представників тренерського штабу клубу «Геренвен», до складу якого приєднався 2011 року. Відіграв за команду з Геренвена наступні чотири сезони своєї ігрової кар'єри. Граючи у складі «Геренвена» також здебільшого виходив на поле в основному складі команди.
До складу клубу «Свонсі Сіті» приєднався 2015 року. Станом на 17 травня 2018 року відіграв за валійську команду 2 матчі в національному чемпіонаті.

## Виступи за збірні
Протягом 2008–2011 років залучався до складу молодіжної збірної Швеції. На молодіжному рівні зіграв у 13 офіційних матчах, пропустив 14 голів.
У 2013 році дебютував в офіційних матчах у складі національної збірної Швеції.
У складі збірної — учасник чемпіонату світу 2018 року у Росії.
| Дата       | Місто      | Господарі  | Результат | Гості             | Турнір            | Голи | Примітки |
| ---------- | ---------- | ---------- | --------- | ----------------- | ----------------- | ---- | -------- |
| 26-3-2013  | Жиліна     | Словаччина | 0 – 0     | Швеція            | товариський матч  | -    |          |
| 28-5-2014  | Копенгаген | Данія      | 1 – 0     | Швеція            | товариський матч  | -1   |          |
| 4-9-2014   | Стокгольм  | Швеція     | 2 – 0     | Естонія           | товариський матч  | -    |          |
| 8-6-2015   | Осло       | Норвегія   | 0 – 0     | Швеція            | товариський матч  | -    | 75'      |
| 15-11-2016 | Будапешт   | Угорщина   | 0 – 2     | Швеція            | товариський матч  | -    |          |
| 13-6-2017  | Осло       | Норвегія   | 1 – 1     | Швеція            | товариський матч  | -1   |          |
| 24-3-2018  | Стокгольм  | Швеція     | 1 – 2     | Чилі              | товариський матч  | -2   |          |
| 6-9-2018   | Прага      | Австрія    | 2 – 0     | Швеція            | товариський матч  | -1   | 46'      |
| 16-10-2018 | Стокгольм  | Швеція     | 1 – 1     | Словаччина        | товариський матч  | -1   | 46'      |
| 18-11-2019 | Стокгольм  | Швеція     | 3 – 0     | Фарерські острови | Відбір до ЧЄ 2020 | -    |          |
| 11-11-2020 | Бреннбю    | Данія      | 2 – 0     | Швеція            | товариський матч  | -2   |          |
| 25-3-2021  | Стокгольм  | Швеція     | 1 – 0     | Грузія            | Відбір до ЧС 2022 | -    |          |
| 28-3-2021  | Приштина   | Косово     | 0 – 3     | Швеція            | Відбір до ЧС 2022 | -    |          |
| 5-9-2021   | Стокгольм  | Швеція     | 2 – 1     | Узбекистан        | товариський матч  | -1   |          |
| Усього     |            | Матчів     | 14        |                   | Голів             | -9   |          |